# Municipio de Kilbuck
El municipio de Kilbuck (en inglés: Kilbuck Township) es un municipio ubicado en el condado de Allegheny en el estado estadounidense de Pensilvania. En el año 2000 tenía una población de 723 habitantes y una densidad poblacional de 109.9 personas por km².

## Geografía
El municipio de Kilbuck se encuentra ubicado en las coordenadas 40°31′07″N 80°06′10″O / 40.51861, -80.10278.

## Demografía
Según la Oficina del Censo en 2000 los ingresos medios por hogar en la localidad eran de $50 903 y los ingresos medios por familia eran $60 795. Los hombres tenían unos ingresos medios de $44 688 frente a los $30 556 para las mujeres. La renta per cápita para la localidad era de $32 582. Alrededor del 6,2% de la población estaban por debajo del umbral de pobreza.